# Amy Beach
Amy Marcy Cheney Beach, nota anche con lo pseudonimo di Mrs. H. H. A. Beach (Henniker, 5 settembre 1867 – New York, 27 dicembre 1944), è stata una compositrice e pianista statunitense, la prima donna americana cimentatasi nella produzione di musica colta e tra i primi compositori americani ad avere tale successo senza aver studiato in Europa. Fu membro dei Boston Six e con Gaelic Symphony, eseguita alla Boston Symphony Orchestra nel 1894, divenne la prima donna americana ad eseguire e pubblicare una sinfonia. Realizzò numerosi poemi sinfonici e come pianista tenne concerti negli Stati Uniti e in Germania.

## Biografia
Amy Marcy Cheney nacque a Henniker, New Hampshire. Bambina prodigio, era capace di cantare perfettamente quaranta canzoni a un anno; a due anni sapeva improvvisare usando il contrappunto qualunque melodia sua madre cantasse; imparò a leggere a tre anni e a comporre semplici valzer a cinque anni. La madre di Amy, Clara Imogene Marcy Cheney, era una "eccellente pianista e cantate". Cantava e suonava il pianoforte per lei. Nonostante ciò, la sua famiglia si sforzava per tenere il passo con interessi musicali e richieste della piccola Amy. La bambina spesso imponeva la musica da suonare, specificando anche come dovesse essere eseguita. Era molto particolare e spesso poteva diventare furibonda se la musica non rispondeva alle sue richieste. Inoltre, sua madre le proibiva di suonare il pianoforte di famiglia nonostante il desiderio di Amy di farlo, credendo che l'indulgenza avrebbe danneggiato l'autorità dei genitori. A quattro anni, scrisse tre pezzi per pianoforte (valzer) mentre passava le vacanze alla fattoria del nonno a West Henniker, NH. Non c'erano pianoforti vicino alla fattoria; Amy compose i brani a mente per poi (forse) suonarli a casa.
Quando ebbe otto anni la famiglia si trasferì a Chelsea, sobborgo di Boston; Amy iniziò a studiare pianoforte, armonia, contrappunto e composizione privatamente; a sedici anni fece il suo debutto come pianista solista con la Boston Symphony Orchestra interpretando con successo il Concerto per pianoforte n. 3 di Ignaz Moscheles in Sol minore.